# Villarreal Club de Fútbol 2024-2025
Questa voce raccoglie le informazioni riguardanti il Villarreal Club de Fútbol nelle competizioni ufficiali della stagione 2024-2025.

## Maglie e sponsor
| Casa | Trasferta | Terza maglia |

Sponsor ufficiale: Pamesa ceramiche

Fornitore tecnico: Joma

## Organico

### Rosa
Rosa, numerazione e ruoli sono aggiornati al 1° febbraio 2025 
| N. |                           | Ruolo | Calciatore     |
| -- | ------------------------- | ----- | -------------- |
| 1  | Brasile (bandiera)        | P     | Luiz Júnior    |
| 2  | Capo Verde (bandiera)     | D     | Logan Costa    |
| 3  | Spagna (bandiera)         | D     | Raúl Albiol () |
| 4  | Costa d'Avorio (bandiera) | D     | Eric Bailly    |
| 5  | Francia (bandiera)        | D     | Willy Kambwala |
| 6  | Spagna (bandiera)         | C     | Denis Suárez   |
| 7  | Spagna (bandiera)         | A     | Gerard Moreno  |
| 8  | Argentina (bandiera)      | D     | Juan Foyth     |
| 9  | Paesi Bassi (bandiera)    | A     | Arnaut Danjuma |
| 9  | Canada (bandiera)         | C     | Tajon Buchanan |
| 10 | Spagna (bandiera)         | C     | Dani Parejo    |
| 11 | Spagna (bandiera)         | A     | Ilias Akhomach |
| 12 | Spagna (bandiera)         | D     | Juan Bernat    |
| 13 | Spagna (bandiera)         | P     | Diego Conde    |
| 14 | Spagna (bandiera)         | C     | Santi Comesaña |

| N. |                           | Ruolo | Calciatore      |
| -- | ------------------------- | ----- | --------------- |
| 15 | Francia (bandiera)        | A     | Thierno Barry   |
| 16 | Spagna (bandiera)         | C     | Álex Baena      |
| 17 | Spagna (bandiera)         | D     | Kiko Femenía    |
| 18 | Senegal (bandiera)        | C     | Pape Gueye      |
| 19 | Costa d'Avorio (bandiera) | A     | Nicolas Pépé    |
| 20 | Spagna (bandiera)         | C     | Ramón Terrats   |
| 21 | Spagna (bandiera)         | A     | Yéremi Pino     |
| 22 | Spagna (bandiera)         | A     | Ayoze Pérez     |
| 23 | Spagna (bandiera)         | D     | Sergi Cardona   |
| 24 | Spagna (bandiera)         | A     | Alfonso Pedraza |
| 26 | Spagna (bandiera)         | D     | Pau Navarro     |
| 27 | Spagna (bandiera)         | D     | Arnau Solà      |
| 31 | Andorra (bandiera)        | P     | Iker Álvarez    |
| 33 | Spagna (bandiera)         | A     | Pau Cabanes     |

## Calciomercato

### Sessione estiva[4]
| Acquisti         | Acquisti          | Acquisti            | Acquisti                  |
| R.               | Nome              | da                  | Modalità                  |
| ---------------- | ----------------- | ------------------- | ------------------------- |
| D                | Logan Costa       | Tolosa              | definitivo (18 milioni €) |
| A                | Thierno Barry     | Basilea             | definitivo (14 milioni €) |
| P                | Luiz Júnior       | Famalicão           | definitivo (12 milioni €) |
| D                | Willy Kambwala    | Manchester Utd      | definitivo (10 milioni €) |
| A                | Ayoze Pérez       | Betis               | definitivo (4 milioni €)  |
| P                | Diego Conde       | Leganés             | definitivo (4 milioni €)  |
| A                | Nicolas Pépé      | Trabzonspor         | gratuito                  |
| D                | Sergi Cardona     | Las Palmas          | gratuito                  |
| C                | Pape Gueye        | Olympique Marsiglia | gratuito                  |
| D                | Juan Bernat       | Paris Saint-Germain | prestito                  |
| Altre operazioni |                   |                     |                           |
| R.               | Nome              | da                  | Modalità                  |
| A                | Arnaut Danjuma    | Everton             | fine prestito'            |
| A                | Ben Brereton Díaz | Sheffield Utd       | fine prestito             |
| A                | Haissem Hassan    | Sporting Gijón      | fine prestito             |

| Cessioni         | Cessioni          | Cessioni        | Cessioni                    |
| R.               | Nome              | a               | Modalità                    |
| ---------------- | ----------------- | --------------- | --------------------------- |
| A                | Alexander Sørloth | Atlético Madrid | definitivo (32 milioni €)   |
| P                | Filip Jørgensen   | Chelsea         | definitivo (24,5 milioni €) |
| A                | Ben Brereton Díaz | Southampton     | definitivo (8,5 milioni €)  |
| D                | Jorge Cuenca      | Fulham          | definitivo (6,7 milioni €)  |
| D                | Johan Mojica      | Maiorca         | definitivo (1,5 milioni €)  |
| A                | Haissem Hassan    | Real Oviedo     | definitivo (1,5 milioni €)  |
| A                | Bertrand Traoré   | Ajax            | gratuito                    |
| D                | Aïssa Mandi       | Lilla           | gratuito                    |
| D                | Alberto Moreno    | Como            | gratuito                    |
| A                | José Luis Morales | Levante         | gratuito                    |
| C                | Manu Trigueros    | Granada         | gratuito                    |
| P                | Pepe Reina        | Como            | gratuito                    |
| A                | Arnaut Danjuma    | Girona          | prestito                    |
| D                | Carlos Romero     | Espanyol        | prestito                    |
| A                | Andrés Ferrari    | Sint-Truiden    | prestito                    |
| A                | Jorge Pascual     | Eibar           | prestito                    |
| C                | Étienne Capoue    |                 | svincolato                  |
| C                | Francis Coquelin  |                 | svincolato                  |
| Altre operazioni |                   |                 |                             |
| R.               | Nome              | a               | Modalità                    |
| A                | Gonçalo Guedes    | Wolverhampton   | fine prestito               |
| D                | Yerson Mosquera   | Wolverhampton   | fine prestito               |

### Sessione invernale[5]
| Acquisti | Acquisti       | Acquisti | Acquisti |
| R.       | Nome           | da       | Modalità |
| -------- | -------------- | -------- | -------- |
| C        | Tajon Buchanan | Inter    | prestito |
| R.       | Nome           | da       | Modalità |

| Cessioni         | Cessioni         | Cessioni            | Cessioni         |
| R.               | Nome             | a                   | Modalità         |
| Altre operazioni | Altre operazioni | Altre operazioni    | Altre operazioni |
| R.               | Nome             | a                   | Modalità         |
| ---------------- | ---------------- | ------------------- | ---------------- |
| A                | Pau Cabanes      | Alavés              | prestito         |
| C                | Ramón Terrats    | Getafe              | prestito         |
| D                | Juan Bernat      | Paris Saint-Germain | fine prestito    |

## Risultati

### Primera División

#### Girone di andata
| Arbitro: | Cuadra Fernández |

|                             |           |                            |
| Danjuma 18’ Koke 37’ (aut.) | Marcatori | 20’ Llorente 45+5’ Sørloth |

| Arbitro: | De Mera Escuderos |

|                 |           |                           |
| Lukebakio 45+6’ | Marcatori | 2’ Danjuma 90+5’ A. Pérez |

| Arbitro: | Ortiz Arias |

|                                                        |           |                                              |
| Cardona 26’ Barry 60’ Jailson 64’ (aut.) Parejo 90+10’ | Marcatori | 12’ Borja Iglesias 31’ Mingueza 80’ Starfelt |

| Arbitro: | Gil Manzano |

|          |           |                |
| Duro 24’ | Marcatori | 45+3’ A. Pérez |

| Arbitro: | De Burgos Bengoetxea |

|                   |           |                             |
| Albiol 57’ (aut.) | Marcatori | 27’ L. Costa 90+4’ A. Pérez |

| Arbitro: | Busquets Ferrer |

|              |           |                                                     |
| A. Pérez 38’ | Marcatori | 20’, 35’ Lewandowski 58’ P. Torre 74’, 83’ Raphinha |

| Arbitro: | Quintero González |

|             |           |                     |
| Jofre 45+1’ | Marcatori | 45+6’, 63’ A. Pérez |

| Arbitro: | Melero López |

|                                |           |                 |
| Pépé 45’ Barry 84’ Baena 90+7’ | Marcatori | 47’ Fábio Silva |

| Arbitro: | Cuadra Fernández |

|                           |           |  |
| Valverde 14’ Vinícius 73’ | Marcatori |  |

| Arbitro: | García Verdura |

|              |           |                      |
| Comesaña 44’ | Marcatori | 87’ (rig.) Arambarri |

| Arbitro: | Hernández Maeso |

|                  |           |                        |
| Sylla 60’ (rig.) | Marcatori | 29’ Barry 84’ A. Pérez |

| Arbitro: | Hernández Hernández |

|                |           |               |
| A. Pérez 45+1’ | Marcatori | 20’ Á. García |

| Arbitro: | Quintero González |

|                                             |           |  |
| Akhomach 38’ Parejo 81’ (rig.) Comesaña 90’ | Marcatori |  |

| Arbitro: | Munuera Montero |

|                        |           |                                  |
| Budimir 8’, 20’ (rig.) | Marcatori | 67’ Baena 90+3’ (rig.) G. Moreno |

| Arbitro: | Ortiz Arias |

|                     |           |                              |
| Barry 23’ Baena 46’ | Marcatori | 66’ Van de Beek 90+7’ Krejčí |

| Arbitro: | García Verdura |

|                                |           |  |
| A. Paredes 15’ I. Williams 69’ | Marcatori |  |

| Arbitro: | Cuadra Fernández |

|           |           |                              |
| Baena 55’ | Marcatori | 32’ Vitor Roque 47’ Lo Celso |

| Arbitro: | Muñiz Ruiz |

|                             |           |                                                                   |
| S. Cissé 6’ Raba 33’ (rig.) | Marcatori | 16’, 45+2’ (rig.), 65’ Barry 90+2’ (rig.) G. Moreno 90+8’ Cabanes |

| Arbitro: | Soto Grado |

|          |           |  |
| Kubo 51’ | Marcatori |  |

#### Girone di ritorno
| Arbitro: | Martínez Munuera |

|                                               |           |  |
| L. Costa 20’ Baena 24’ Parejo 26’ Y. Pino 28’ | Marcatori |  |

| Arbitro: | Sánchez Martínez |

|          |           |                      |
| Lino 58’ | Marcatori | 29’ (rig.) G. Moreno |

| Arbitro: | De Mera Escuderos |

|                                                               |           |               |
| A. Pérez 42’ Gueye 64’ Comesaña 70’ Barry 86’ D. Suárez 90+1’ | Marcatori | 90+4’ Amallah |

| Arbitro: | Hernández Maeso |

|            |           |                        |
| Fuster 84’ | Marcatori | 53’ Baena 66’ A. Pérez |

| Arbitro: | De Burgos Bengoetxea |

|           |           |           |
| Gueye 32’ | Marcatori | 84’ Sadiq |

| Arbitro: | García Verdura |

|  |           |              |
|  | Marcatori | 66’ A. Pérez |

| Arbitro: | Martínez Munuera |

|          |           |  |
| Pino 52’ | Marcatori |  |

| Arbitro: | Ortiz Arias |

|                  |           |  |
| Manu Sánchez 11’ | Marcatori |  |

| Arbitro: | Gil Manzano |

|          |           |                 |
| Foyth 7’ | Marcatori | 17’, 23’ Mbappé |

| Arbitro: | De Mera Escuderos |

|              |           |                           |
| C. Pérez 29’ | Marcatori | 15’ A. Pérez 33’ T. Barry |

| Vila-real 6 aprile 2025, ore 21:00 CEST 30ª giornata | Villarreal   | 0 – 0 referto | Athletic Bilbao | Stadio della Ceramica (19 158 spett.)\| Arbitro: \| Melero López \| |
| Arbitro:                                             | Melero López |               |                 |                                                                     |

| Arbitro: | Pulido Santana |

|           |           |                           |
| Ruibal 3’ | Marcatori | 26’ T. Barry 48’ A. Pérez |

| Arbitro: | Cuadra Fernández |

|                      |           |                           |
| Pino 7’ A. Pérez 60’ | Marcatori | 19’ (rig.), 49’ Oyarzabal |

| Arbitro: | Alberola Rojas |

|                                                        |           |  |
| Fer López 45’ Borja Iglesias 53’ Iago Aspas 87’ (rig.) | Marcatori |  |

| Arbitro: | Quintero González |

|                                        |           |                                  |
| A. Pérez 2’, 39’ T. Barry 33’ Pépé 71’ | Marcatori | 66’ Rubén García 81’ (rig.) Oroz |

| Arbitro: | De Mera Escuderos |

|  |           |           |
|  | Marcatori | 89’ Eyong |

| Arbitro: | De Burgos Bengoetxea |

|                            |           |  |
| A. Pérez 23’, 31’ Pépé 45’ | Marcatori |  |

| Arbitro: | Martínez Munuera |

|                          |           |                                       |
| Yamal 38’ F. López 45+5’ | Marcatori | 4’ A. Pérez 50’ Comesaña 80’ Buchanan |

| Arbitro: | Alberola Rojas |

|                                 |           |                         |
| Pino 4’ Gueye 8’, 53’ Baena 53’ | Marcatori | 29’ Sow 85’ R. Martínez |

### Coppa del Re
| Sa Pobla 29 ottobre 2024, ore 21:00 CET 2º turno                                                    | Poblense  | 1 – 6 referto                                            | Villarreal | Nou Camp de la Pobla |
| \| \| \| \| \| Pons 67’ \| Marcatori \| 10’ Terrats 27’, 35’, 44’ A. Pérez 38’ Cabanes 57’ Gueye \| |           |                                                          |            |                      |
| |           |                                                          |            |                      |
| Pons 67’                                                                                            | Marcatori | 10’ Terrats 27’, 35’, 44’ A. Pérez 38’ Cabanes 57’ Gueye |            |                      |

| Arbitro: | González Fuertes |

|              |           |  |
| Dalisson 87’ | Marcatori |  |

## Statistiche finali

### Statistiche di squadra
| Competizione     | Punti | In casa | In casa | In casa | In casa | In casa | In casa | In trasferta | In trasferta | In trasferta | In trasferta | In trasferta | In trasferta | Totale | Totale | Totale | Totale | Totale | Totale | DR  |
| Competizione     | Punti | G       | V       | N       | P       | Gf      | Gs      | G            | V            | N            | P            | Gf           | Gs           | G      | V      | N      | P      | Gf     | Gs     | DR  |
| ---------------- | ----- | ------- | ------- | ------- | ------- | ------- | ------- | ------------ | ------------ | ------------ | ------------ | ------------ | ------------ | ------ | ------ | ------ | ------ | ------ | ------ | --- |
| Primera División | 70    | 19      | 9       | 7       | 3       | 43      | 27      | 19           | 11           | 3            | 5            | 28           | 24           | 38     | 20     | 10     | 8      | 71     | 51     | +20 |
| Coppa del Re     | -     | -       | -       | -       | -       | -       | -       | 2            | 1            | 0            | 1            | 6            | 2            | 2      | 1      | 0      | 1      | 6      | 2      | +4  |
| Totale           | -     | 19      | 9       | 7       | 3       | 43      | 27      | 21           | 12           | 3            | 6            | 34           | 26           | 40     | 21     | 10     | 9      | 77     | 53     | +24 |

### Andamento in campionato
| Giornata  | 1 | 2 | 3 | 4 | 5 | 6 | 7 | 8 | 9 | 10 | 11 | 12 | 13 | 14 | 15 | 16 | 17 | 18 | 19 | 20 | 21 | 22 | 23 | 24 | 25 | 26 | 27 | 28 | 29 | 30 | 31 | 32 | 33 | 34 | 35 | 36 | 37 | 38 |
| --------- | - | - | - | - | - | - | - | - | - | -- | -- | -- | -- | -- | -- | -- | -- | -- | -- | -- | -- | -- | -- | -- | -- | -- | -- | -- | -- | -- | -- | -- | -- | -- | -- | -- | -- | -- |
| Luogo     | C | T | C | T | T | C | T | C | T | C  | T  | C  | C  | T  | C  | T  | C  | T  | T  | C  | T  | C  | T  | C  | T  | C  | T  | C  | T  | C  | T  | C  | T  | C  | T  | C  | T  | C  |
| Risultato | N | V | V | N | V | P | V | V | P | N  | V  | N  | V  | N  | N  | P  | P  | V  | P  | V  | N  | V  | V  | N  | V  | V  | P  | P  | V  | N  | V  | N  | P  | V  | V  | V  | V  | V  |
| Posizione | 7 | 5 | 2 | 4 | 4 | 4 | 4 | 3 | 4 | 4  | 3  | 5  | 4  | 4  | 5  | 5  | 5  | 5  | 5  | 5  | 5  | 5  | 5  | 5  | 5  | 5  | 5  | 5  | 5  | 5  | 5  | 5  | 5  | 5  | 5  | 5  | 5  | 5  |

### Statistiche dei giocatori
Aggiornate al 18 maggio 2025 
 
Sono in corsivo i calciatori che hanno lasciato la società a stagione in corso.
| Giocatore     | Liga     | Liga | Liga        | Liga       | Coppa del Re | Coppa del Re | Coppa del Re | Coppa del Re | Totale   | Totale | Totale      | Totale     |
| Giocatore     | Presenze | Reti | Ammonizioni | Espulsioni | Presenze     | Reti         | Ammonizioni  | Espulsioni   | Presenze | Reti   | Ammonizioni | Espulsioni |
| ------------- | -------- | ---- | ----------- | ---------- | ------------ | ------------ | ------------ | ------------ | -------- | ------ | ----------- | ---------- |
| I. Akhomach   | 11       | 1    | 1           | 0          | 1            | 0            | 0            | 0            | 12       | 1      | 1           | 0          |
| R. Albiol     | 15       | 0    | 5           | 0          | 1            | 0            | 0            | 0            | 16       | 0      | 5           | 0          |
| A. Altimira   | 0        | 0    | 0           | 0          | 0            | 0            | 0            | 0            | 0        | 0      | 0           | 0          |
| Á. Baena      | 32       | 7    | 9           | 0          | 1            | 0            | 0            | 0            | 33       | 7      | 9           | 0          |
| E. Bailly     | 12       | 0    | 2           | 1          | 0            | 0            | 0            | 0            | 12       | 0      | 2           | 1          |
| T. Barry      | 35       | 11   | 4           | 0          | 2            | 0            | 0            | 0            | 37       | 11     | 4           | 0          |
| J. Bernat     | 10       | 0    | 0           | 0          | 2            | 0            | 0            | 0            | 12       | 0      | 0           | 0          |
| T. Buchanan   | 13       | 1    | 2           | 0          | 0            | 0            | 0            | 0            | 13       | 1      | 2           | 0          |
| P. Cabanes    | 10       | 1    | 0           | 0          | 2            | 1            | 0            | 0            | 12       | 2      | 0           | 0          |
| S. Cardona    | 35       | 1    | 11          | 0          | 1            | 0            | 0            | 0            | 36       | 1      | 11          | 0          |
| D. Conde      | 22       | -33  | 2           | 0          | 0            | 0            | 0            | 0            | 22       | -33    | 2           | 0          |
| S. Comesaña   | 35       | 4    | 7           | 0          | 2            | 0            | 0            | 0            | 37       | 4      | 7           | 0          |
| L. Costa      | 32       | 2    | 3           | 0          | 2            | 0            | 0            | 0            | 34       | 2      | 3           | 0          |
| A. Danjuma    | 3        | 2    | 1           | 0          | 0            | 0            | 0            | 0            | 3        | 2      | 1           | 0          |
| A. Diatta     | 0        | 0    | 0           | 0          | 1            | 0            | 0            | 0            | 1        | 0      | 0           | 0          |
| K. Etta Eyong | 4        | 1    | 0           | 0          | 0            | 0            | 0            | 0            | 4        | 1      | 0           | 0          |
| K. Femenía    | 28       | 0    | 7           | 0          | 0            | 0            | 0            | 0            | 28       | 0      | 7           | 0          |
| J. Foyth      | 19       | 1    | 4           | 0          | 0            | 0            | 0            | 0            | 19       | 1      | 4           | 0          |
| P. Gueye      | 34       | 4    | 7           | 2          | 2            | 1            | 0            | 0            | 36       | 5      | 7           | 2          |
| W. Kambwala   | 19       | 0    | 1           | 1          | 2            | 0            | 0            | 0            | 21       | 0      | 1           | 1          |
| G. Moreno     | 17       | 3    | 0           | 0          | 1            | 0            | 0            | 0            | 18       | 3      | 0           | 0          |
| Y. Mosquera   | 0        | 0    | 0           | 0          | 0            | 0            | 0            | 0            | 0        | 0      | 0           | 0          |
| P. Navarro    | 17       | 0    | 1           | 0          | 2            | 0            | 0            | 0            | 19       | 0      | 1           | 0          |
| T. Ojeda      | 0        | 0    | 0           | 0          | 1            | 0            | 1            | 0            | 1        | 0      | 1           | 0          |
| D. Parejo     | 36       | 2    | 7           | 0          | 2            | 0            | 0            | 0            | 38       | 2      | 7           | 0          |
| A. Pedraza    | 12       | 0    | 0           | 0          | 0            | 0            | 0            | 0            | 12       | 0      | 0           | 0          |
| N. Pépé       | 28       | 3    | 2           | 0          | 0            | 0            | 0            | 0            | 28       | 3      | 2           | 0          |
| A. Pérez      | 30       | 19   | 4           | 0          | 2            | 3            | 1            | 0            | 32       | 22     | 5           | 0          |
| Y. Pino       | 34       | 4    | 11          | 0          | 1            | 0            | 0            | 0            | 35       | 4      | 11          | 0          |
| D. Requena    | 1        | 0    | 0           | 0          | 0            | 0            | 0            | 0            | 1        | 0      | 0           | 0          |
| Luiz Júnior   | 17       | -19  | 2           | 0          | 2            | -2           | 0            | 0            | 19       | -21    | 2           | 0          |
| A. Sola       | 1        | 0    | 0           | 0          | 0            | 0            | 0            | 0            | 1        | 0      | 0           | 0          |
| D. Suárez     | 21       | 1    | 0           | 0          | 1            | 0            | 0            | 0            | 22       | 1      | 0           | 0          |
| R. Terrats    | 10       | 0    | 1           | 0          | 1            | 1            | 0            | 0            | 11       | 1      | 1           | 0          |
| J.Y. Valou    | 0        | 0    | 0           | 0          | 1            | 0            | 0            | 0            | 1        | 0      | 0           | 0          |